# 六重溪 (地名)
六重溪，是臺灣臺南市白河區的一個傳統地域名稱，位於該區東南部。相較於今日行政區，其範圍大致包括六溪里不含北部中西段及西南端、關嶺里南半部不含東南端、仙草里南端、崁頭里東南端，以及東山區的東原里東北部邊界地帶、大客里東端。

## 歷史
台灣日治初期，六重溪地區為一街庄，稱為「六重溪庄」，隸屬於哆囉嘓東下堡。該庄輪廓呈東西狹長形，北與關仔嶺庄鄰，東與後大埔庄為鄰，南邊為崎仔頭庄，西邊為大客庄，西北邊為崁仔頭庄。
1901年（日治明治三十四年）11月，全台設置二十廳，該庄隸屬於鹽水港廳。1909年（明治四十二年）10月，合併二十廳為十二廳，該庄改隸屬於嘉義廳。1920年（大正九年），廢十二廳改設五州二廳，該庄改制為「六重溪」大字，隸屬於臺南州新營郡白河街。
戰後白河街改制為白河鎮，隸屬於臺南縣，大字亦改制為里。1950年雲、嘉、南分治，白河鎮隸屬不變。2010年12月，因臺南縣市合併直轄臺南市，白河鎮改制為白河區。

## 聚落
本地區發展較早的聚落有六重溪、九重溪、南藔、坪頂等，在日治期初期的官方地圖上已有記載。

## 交通
- 市道172乙線
- 市道175號

## 景點
- 水火同源

## 廟宇
- 火山碧雲寺（市定古蹟）
- 崁頂福安宮